# Moravský zemský sněm

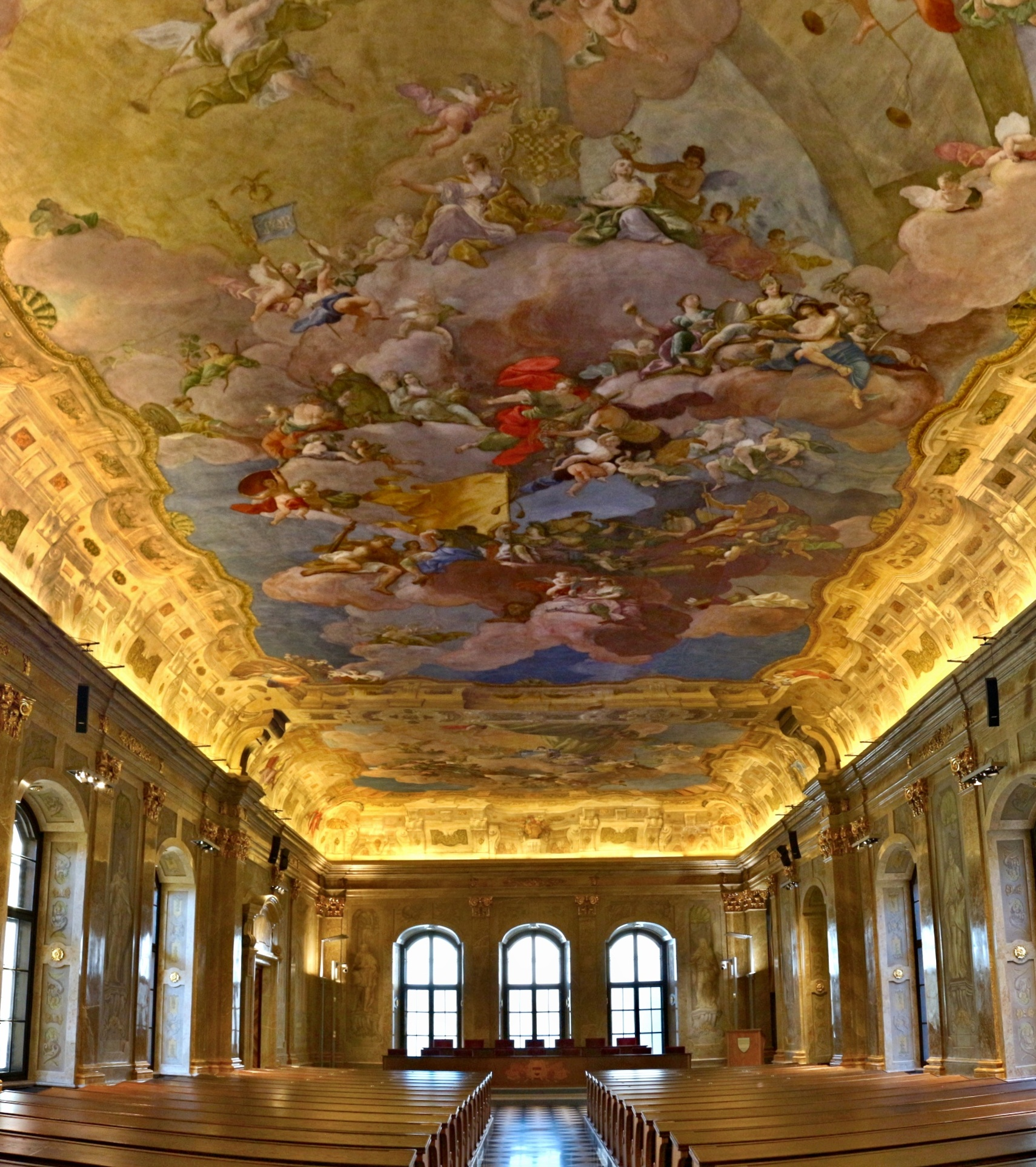
Sněmovní sál ve Stavovském domě (Zemském domě). V současnosti Zastupitelský sál Nové radnice v Brně

Moravský zemský sněm byl historickou zákonodárnou institucí v Markrabství moravském. Zpočátku dlouho zasedal střídavě v Olomouci a Brně, v počátcích svého působení i ve Znojmě. V Brně sídlil ve stavovském domě, po roce 1878 v pro tento účel postavené zemské sněmovně.
Skládal se ze tří kurií:
1. panská (vyšší šlechta, předsedající zemský hejtman)
2. rytířská (nižší šlechta, předsedající zemský sudí)
3. prelátsko-měšťanská (společná kurie církve a měst, předsedající podkomoří)

Průběh se skládal z propozice (přednesení panovníkových návrhů) a obecných artikul (návrhů jednotlivých stavů). Usnesení sněmu se stalo právoplatným, jakmile bylo zapsáno do zemských desek.

## Vznik

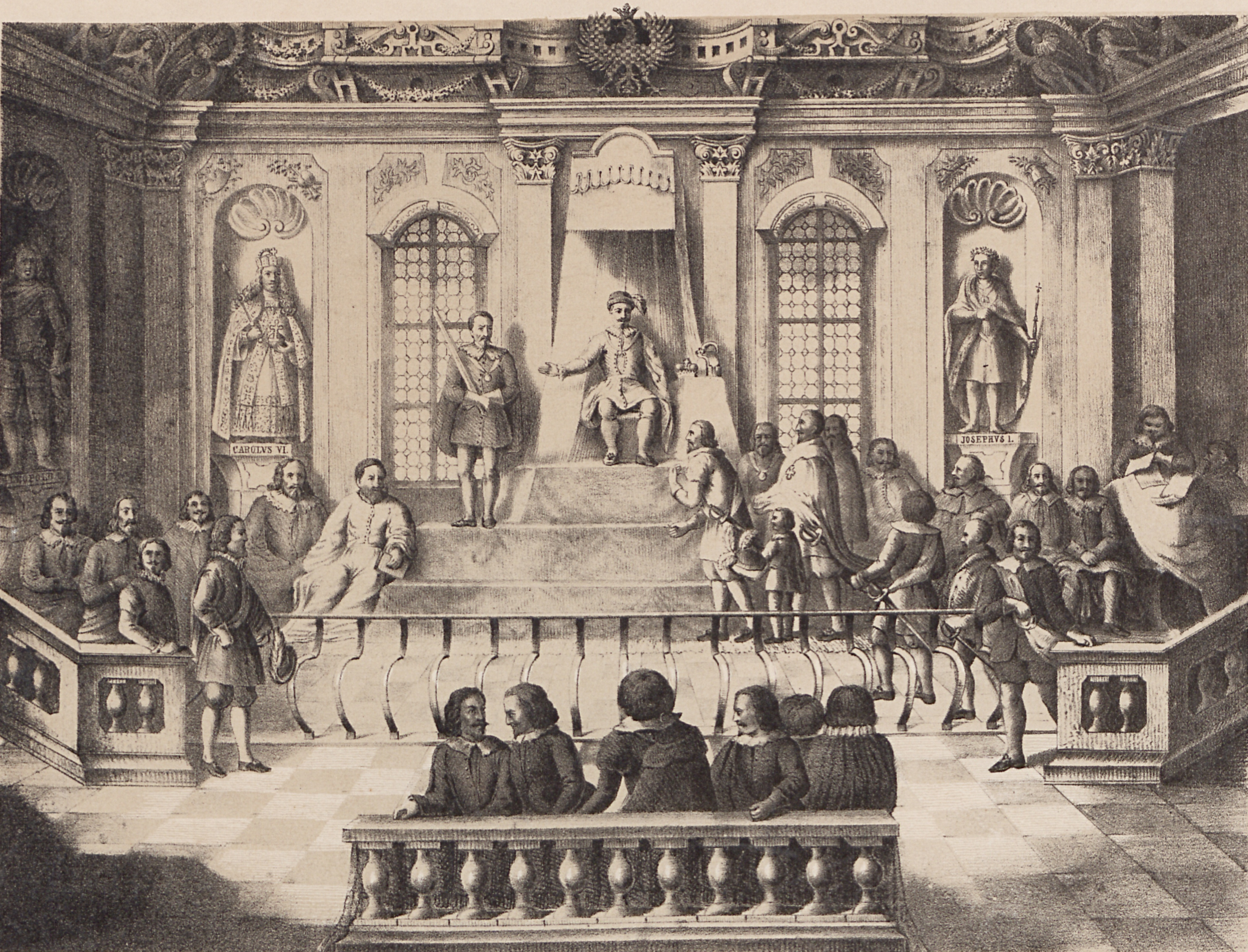
Velké zemské právo Moravské. Kresba Mořice Viléma Trappa z roku 1858 podle dnes již neexistující fresky od neznámého autora ze 30. let. 18. století nacházející se v tribunální síni Starého zemského domu (dnes Nová radnice)

Snahu o ustanovení zákonodárného sboru na Moravě můžeme sledovat již ve 13. století. V tomto období se však pravděpodobně jedná jen o sjezdy šlechty při výjimečných událostech. S určitější podobou se pak setkáváme od roku 1288, kdy nacházíme colloquium generale, nebo curia generalis, jako shromáždění vysoké šlechty, rytířů, olomouckého biskupa, opatů a vyslanců královských měst. Zastoupení výše zmíněných stavů pak v proměnlivé míře tvoří zemský sněm jako státní orgán, jenž se výrazně podílí na moci v zemi. K tomu ve značné míře přispěly i inaugurační diplomy Jana Lucemburského z června roku 1311.

## Pravomoc a vliv
Svolávat sněm příslušelo moravskému markraběti, který pak sněmu i předsedal. Toto privilegium později přešlo na zemského hejtmana, jakožto panovníkova zástupce a nejvyššího úředníka v zemi. V počátku měl zemský sněm velice široké pole působnosti a mimo zákonodárné měl i moc justiční. Až později došlo k vytvoření moravského zemského soudu pro řešení majetkoprávních sporů apod.
Vzhledem k vazbám Moravy na královské instituce bylo vymezení pravomocí zemského sněmu často problematické. Jeho sféra vlivu se tedy ponejvíc týkala oblastí, náležející nedotknutelným zemským svobodám. Mezi ně patřilo schvalování berně, svolávání válečné hotovosti, výše cel a mýt a samozřejmě nejdůležitější; přijímání panovníka, popřípadě jeho volba při změně dynastie. Pod vlivem reformace se na sněmovní jednání často dostávaly i náboženské otázky. Moravský zemský sněm dosáhl významného privilegia, že nemusel vyžadovat královské potvrzení svých usnesení, které bylo v ostatních zemích Koruny české nutností.

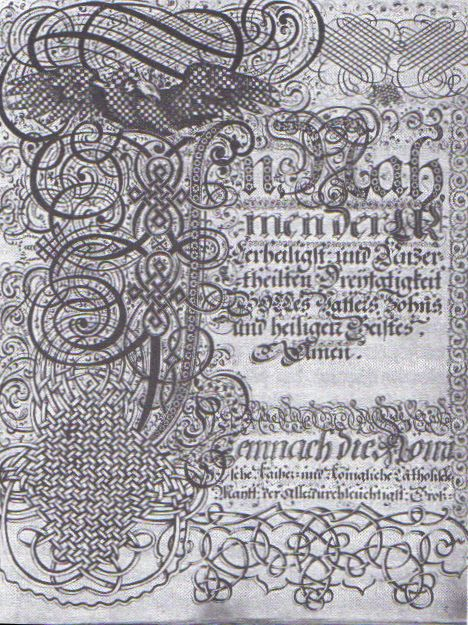
Titulní list slavnostního schválení pragmatické sankce moravskými stavy

## Dějiny
Od svého počátku prošel zemský sněm několika proměnami. Autorita této instituce se pochopitelně odvíjela od panovníkovy moci v respektive od míry jeho vlivu v zemi. Jan Lucemburský se jako příslušník nové dynastie zavázal respektovat široké pole moravské samosprávy, kterou pro své snadné přijetí za markraběte ve značné míře sám definoval. Tím i vytvořil pevné základy pro politickou moc zemského sněmu.
Vývoj jednotlivých „sněmovních stavů“ v dějinách se pak zřetelně odrážel v jejich reálné působnosti na sněmu. Na rozdíl od Čech husitská revoluce tolik neotřásla církví a preláti si tak na Moravě zachovali svůj vliv. V tomto období dochází i k přerušování pout k české Koruně (zejména kvůli udělení Moravy v léno Albrechtu II. Habsburskému roku 1423 jeho tchánem Zikmundem a později kvůli volbě protikrále Matyáše Korvína roku 1469, když ten de facto odtrhl všechny vedlejší korunní země od Čech). Po smrti Ludvíka Jagellonského (1526) zvolil moravský zemský sněm hejtmana Jana z Pernštejna a vyslal i delegaci na královskou volbu do Čech. Ta však nebyla k volbě přizvána, stejně jako delegace ostatních vedlejších zemí. Moravané na protest svolali nový sněm a přijali Ferdinanda I. Habsburského nikoli na základě pražské volby, ale na jeho dědických nárocích (poté i vyzvali Ferdinanda I., aby přijal hold Moravanů dříve než korunovaci v Praze). Roku 1547 dochází díky Ferdinandově absolutistické tendenci k omezení sněmu na méně významná rozhodnutí. Toto okleštění zemské moci není však tak radikální jako v Čechách, kde se v souvislosti s potlačením stavovské „rebelie“ ze sněmu stává jen formální potvrzování královských rozhodnutí.
Zřejmě nejvýznamnější usnesení vycházela ze sněmu v předbělohorské době. Roku 1608 se moravští stavové připojují k rakouským a uherským protějškům a volí za markraběte bratra Rudolfa II., Matyáše. Tím se Morava na krátkou dobu opět ocitla mimo státní svazek s Čechami. Po 3. pražské defenestraci se na moravském zemském sněmu vytrvale projevovala autorita Karla staršího ze Žerotína, který v rozhodujících chvílích prozřetelně držel svoji zemi v tzv. prohabsburské neutralitě. Až s českou intervencí v květnu 1619 sněm ovládli radikálové v čele s Ladislavem Velenem ze Žerotína a Morava se připojila k povstání. Na sněmu ztrácí vliv prelátský stav a církev nebyla samozřejmě přizvána ani do třicetičlenného direktoria. Po Bitvě na Bílé hoře následovala decimace všech zemských svobod, pod taktovkou Ferdinanda II. a jeho Obnoveného zřízení zemského z roku 1628. Od této chvíle sněm již prakticky nemá zákonodárnou pravomoc a hlavní slovo má v zemi panovník, respektive jeho instituce. Habsburský rod byl pro Moravu vyhlášen dědičným, čímž se i schvalování panovníka stalo irelevantní otázkou. Snad posledním významným (byť čistě formálním) usnesením moravského zemského sněmu bylo uznání pragmatické sankce moravskými stavy v roce 1720.

## 1848
Na revoluční dění v Evropě, císařův příslib konstituce a liberální požadavky doby pružně zareagoval i Moravský zemský sněm. Na rozdíl od Čech, kde se sněm toho roku vůbec nesešel, se Moravané rozhodli pro reformy. Stavovský sněm skládající se z nejvyšších panských úředníků, zástupců panského a rytířského stavu, královských měst a duchovních se sešel na jaře. Jeho hlavním cílem bylo připravit prostor pro volený a ústavodárný sněm. Ten pak zahájil činnost 31. května 1848. Díky velkému zastoupení rolnictva, bývá nazýván jako selský sněm. Návrh ústavy, který byl jeho dílem, nesl široce liberální rysy. Mj. se § 9 šlechtě v zemi moravské měly zrušit všechny výsady a přednosti. Zajímavým a pro Moravu tehdejší doby specifickým rysem byl poměrně bezkonfliktní vztah německé a slovanské populace. Oběma stěžejním etnikům země byla v návrhu definována stejná práva, včetně práva uživatelské řeči. Kromě ústavy se sněm i zabýval českými státoprávními požadavky vzešlými v revoluční Praze. Moravané je tehdy radikálně odmítli.
„Mluví-li Moravan německy nebo slovansky, nepřestává být Moravanem. Ne jazyk, ale smýšlení dělá Moravana. Byla by to divná ochrana, kdyby nás před poněmčením, uchránit chtěli počeštěním. Požadavek Pražanů nemá historického podkladu, stejně tak by Morava mohla žádat hranice z doby říše Svatoplukovy a s nimi vládu nad Čechami.“ (Rytíř Leopold Neuwall na sněmu k českým státoprávním požadavkům.)
Selský sněm dále řešil i otázku zemských barev, když přijal návrh moravského zemského zřízení (který však nebyl uskutečněn), v němž (§ 6) se píše o moravských barvách jako o červené a žluté. Jednalo se o barvy šachování moravské orlice na modrém štítu.
Nástup Františka Josefa na trůn však znamenal prozatímní konec vnitřních svobod jednotlivých zemí. Monarchie se na jedno desetiletí vrátila k absolutismu.

## Nástup parlamentarismu

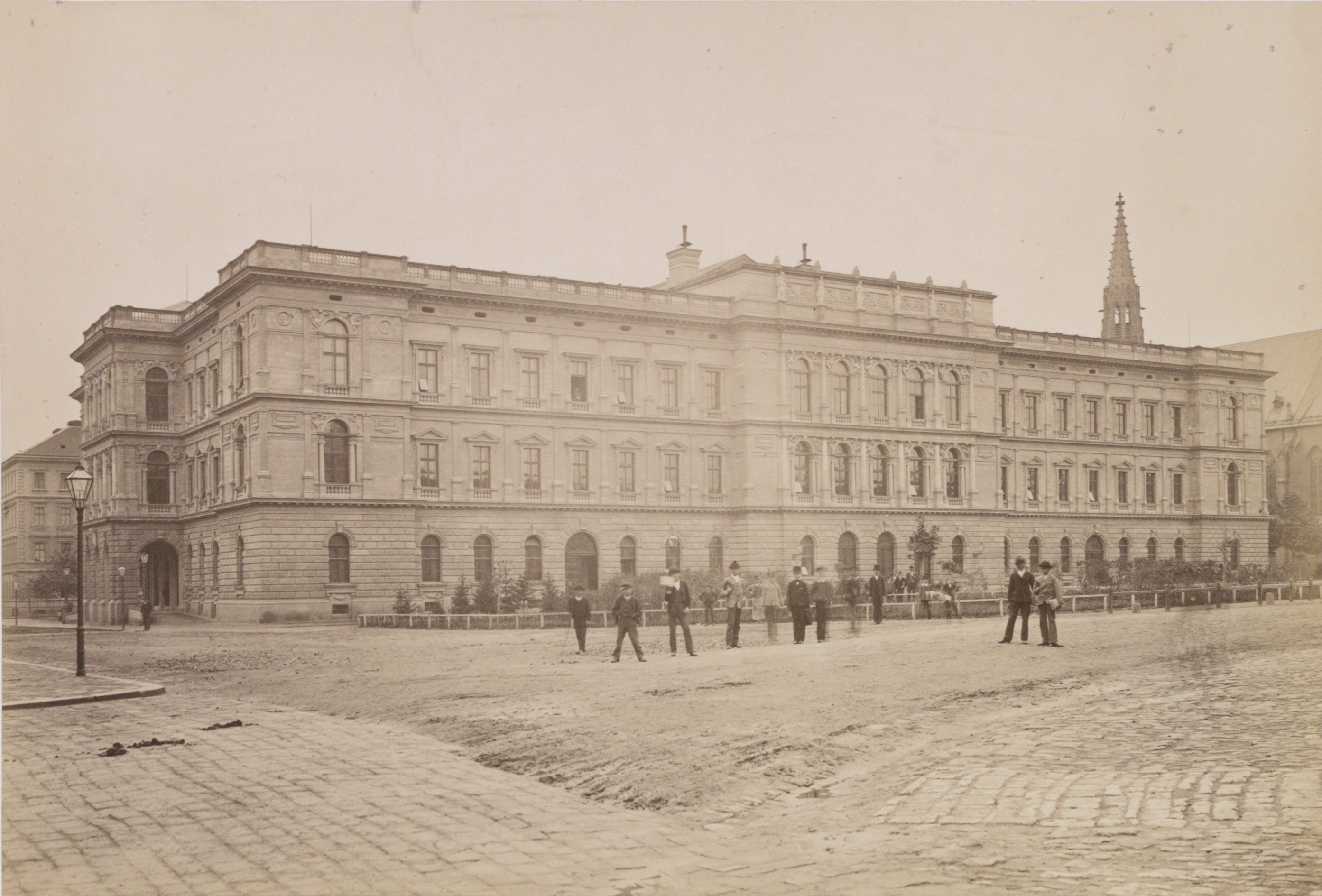
Moravský zemský dům v Brně. Severní průčelí budovy Moravského zemského sněmu

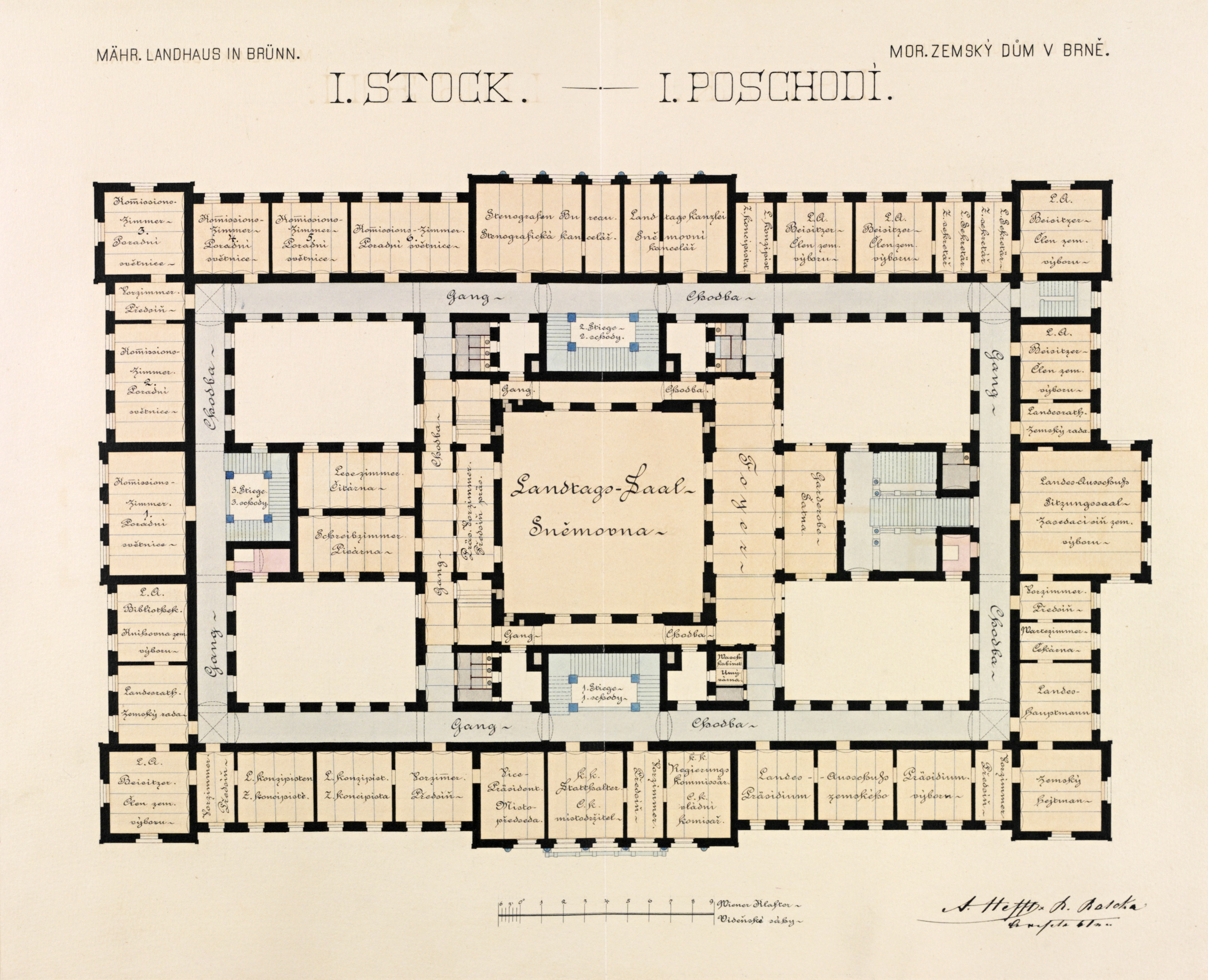
Moravský zemský dům v Brně. I. poschodí. Sněmovna

Únorová ústava roku 1861 kromě mnoha jiného umožnila zřízení nových zemských orgánů, které stály již na volených členech. Nejednalo se tedy již o stavovskou instituci. Zákonodárná moc Moravského zemského sněmu byla vymezena zemědělství, veřejným stavbám, dobročinným ústavům a zemskému rozpočtu. Voliči byli rozdělení do tří kurií určených daňovým cenzem:
1. kurie velkostatkářů (limit 250 zl. daní ročně) – volila 30 poslanců
2. kurie měst a obchodních a živnostenských komor (10 zl.; v Brně 20 zl.) – volila 37 poslanců
3. kurie venkovských obcí (5 zl.) – volila 31 poslanců

Celkem na sněmu zasedalo 98 volených poslanců a 2 virilisté (arcibiskup olomoucký a biskup brněnský).
V této podobě moravský zemský sněm s drobnými úpravami existoval až do roku 1905, kdy došlo k tzv. Moravskému paktu. Při tomto vyrovnání došlo i k významné reformě sněmu. Počet poslanců se rozšířil na 151, přibyla 4. všeobecná kurie a voliči byli rozděleni do národnostních katastrů. V podstatě tato reforma znamenala, že moravští Němci přišli na sněmu o většinu, kterou do té doby měli. Z hlediska vývoje společnosti v této zemi (rozvoj slovanské populace) to byl nevyhnutelný krok, který také ukázal možnosti a limity národnostního smíru. Na rozdíl od Čech, kde nacionální řevnivost znemožňovala konsens, si tak Moravský zemský sněm uchoval svá pole působnosti bez nutnosti radikálních zásahů ze strany říše. Poslední zasedání sněmu bylo ukončeno 28. února 1914. První světová válka znamenala konec jeho činnosti a Československá republika na tuto instituci nenavázala. Její vznik je současně zánikem zemských sněmů v Čechách, na Moravě a ve Slezsku.

## Závěr a snahy o obnovu Moravského zemského sněmu
Moravský zemský sněm se složením ani pravomocemi příliš nelišil od jiných zemských sněmů středoevropského prostoru, měl však i svá specifika. V dějinách Moravy měla tato instituce nezastupitelný vliv a často přímo určovala jejich směr. 18. 4. 2019 se na Moravském náměstí v Brně uskutečnil happening Za obnovu Moravského zemského sněmu, který organizovalo Moravské zemské hnutí.
Výročí 1200 let první zmínky o Moravanech si připomněli poslanci a senátoři z Moravy 23. 9. 2022 slavnostním setkáním ve sněmovním sále Moravského zemského sněmu v Brně. Slavností setkání moravských zákonodárců uskutečnila Poslanecká sněmovna. Akci připravil výbor poslanců za vedení Radka Vondráčka (Kroměříž, ANO). Dalšími členy byli Stanislav Blaha (Uherské Hradiště, ODS), Martin Hájek (Radějov, STAN), Lucie Šafránková (Brno, SPD), Vlastimil Válek (Brno, TOP) a Miroslav Zborovský (Těšany, KDU-ČSL). Jednání řídil Radek Vondráček. Historickou promluvu o Moravě měl historik doc. Jiří Pernes, za nepřítomnou předsedkyni Poslanecké sněmovny Markétu Adamovou Pekarovou (narozena ve Svitavách, TOP) promluvil vedoucí Kanceláře Poslanecké sněmovny Martin Plíšek (narozen ve Znojmě, TOP). Za senátory pronesl řeč Jiří Čunek (Vsetín, KDU-ČSL), exhejtman Zlínského kraje, a přednášku o vývoji moravského znaku měl doc. Zdeněk Koudelka (Brno, Trikolora). Vystoupení byla prokládána velmi pěknými zpěvy smíšeného pěveckého souboru MORAVAN. 
Přítomní zákonodárci jednomyslně aklamací povstáním přijali deklaraci zákonodárců zvolených na historickém území Moravy k 1 200 letům první písemné zmínky o Moravanech. Autorem deklarace byl Zdeněk Koudelka. Tuto deklaraci stvrdili svým podpisem spolu s přítomnými hosty a představiteli veřejného života: „My, poslanci, senátoři a další představitelé veřejného života, při příležitosti výročí 1 200 let první zmínky o Moravanech, prohlašujeme, že jsme si vědomi historického dědictví Velké Moravy i tradic státnosti zemí Koruny české, kde vždy Morava spolu s Čechami tvořila základ společné státnosti.  Znát historii vlastní země je základem dobrého vztahu občana ke státu, v němž žije. Současnost vyrůstá z minulosti a směřuje do budoucnosti. Toto máme na paměti i vůči dobrým tradicím vážícím se k Moravě a jejím dějinám.“